# Association sportive Beauvais Oise
Pour les articles homonymes, voir ASBO.
 (juin 2023).
Si vous disposez d'ouvrages ou d'articles de référence ou si vous connaissez des sites web de qualité traitant du thème abordé ici, merci de compléter l'article en donnant les références utiles à sa vérifiabilité et en les liant à la section « Notes et références ».
Maillots
Actualités
Dernière mise à jour : 28 septembre 2024.
L'Association sportive Beauvais Oise, abrégé en AS Beauvais, est un club de football français fondé en 1945 et situé à Beauvais dans l'Oise.
Le club joue à domicile au stade Pierre-Brisson et évolue en National 2.

## Histoire
En 1945, le club est fondé sous le nom d'Association sportive de Beauvais-Marissel.
Pendant près de trente ans, Beauvais alterne les saisons entre le championnat de France amateurs et la Division d'Honneur. Au cours de cette période, le club remporte le titre de champion de DH à six reprises. Il faut attendre les années 1970 pour voir l'ASBM se maintenir à l'échelon national durablement. Le club connaît alors une décennie dans laquelle il dispute les championnats de Division 3 et de Division 4. Il remporte le groupe A du championnat de D4 en 1983, puis le groupe Nord du championnat de D3 en 1985, ce qui lui permet de monter pour la première fois de son histoire en Division 2.
De 1985 à 2003, Beauvais dispute la quasi-intégralité des saisons en deuxième division (16 saisons sur 18). Lors de la saison 2001-2002, l’ASBO manque l’accession en Ligue 1 en terminant à la septième place de Ligue 2, après avoir occupé les deux premières places durant une bonne partie de la saison. Jacky Bonnevay, alors entraîneur, est élu meilleur entraîneur de deuxième division et quitte le club. La saison suivante, le club connaît un tout autre sort en chutant à la 18e place de Ligue 2, synonyme de relégation. La spirale négative ne s'arrête pas là pour l’ASBO, qui connaît deux relégations successives et retombe en CFA (D4) alors qu’elle venait de toucher du doigt le rêve de la première division.
Le club de l'Oise remonte très vite en National (D3) en 2006 mais descend de nouveau en CFA en 2012, puis en CFA 2 en 2015. Dès lors, Beauvais alterne les saisons entre les quatrième et cinquième divisions. En mai 2024, le club change de propriétaire avec l'arrivée de l'homme d'affaires français Kevin Gonthier qui succède au duo Sylvain Reghem et Guillaume Godin à la présidence du club.
Lors d’une assemblée générale en octobre 2024, Kevin Gonthier se voit destitué de ses fonctions de président du club. Corinne Corillion est alors nommée présidente du club.

## Résultats sportifs

### Palmarès
Le tableau suivant récapitule les compétitions remportées par l'AS Beauvais ainsi que les meilleures performances réalisées dans les plus grandes compétitions françaises.
| Compétitions nationales | Compétitions régionales |
| --- | --- |
| Championnats - Championnat de France D3 (1) - Champion : 2000 - Vainqueur de groupe : 1985 - Championnat de France D4 (1) - Champion : 2006 - Vainqueur de groupe : 1983 et 2006 - Championnat de France D5 - Vainqueur de groupe : 2017 et 2020 Coupes - Coupe de France - Meilleure performance : quart de finale en 1989 - Coupe de la Ligue - Meilleure performance : 8e de finale en 2000 et 2003 | - Division d’Honneur Nord-Est - Champion : 1956, 1960 et 1966 - Division d’Honneur Picardie - Champion : 1968, 1970 et 1974 |
| Compétitions de l'équipe réserve | Compétitions de jeunes |
| - Championnat de France D4 - Vainqueur de groupe : 1993 - Championnat de France D5 - Champion : 1994 | - Coupe Gambardella - Finaliste : 1988                                                                                      |

### Bilan sportif
| Saison    | Div.             | Clt. | Pts       | J  | G  | N  | P  | Bp | Bc | Diff. | Coupe de France | Coupe de la Ligue |
| --------- | ---------------- | ---- | --------- | -- | -- | -- | -- | -- | -- | ----- | --------------- | ----------------- |
| 1985-1986 | D2 gr. B         | 11e  | 29        | 34 | 11 | 7  | 16 | 35 | 52 | -17   | 16e de finale   | -                 |
| 1986-1987 | D2 gr. A         | 6e   | 38        | 34 | 15 | 8  | 11 | 47 | 39 | +8    | 32e de finale   | -                 |
| 1987-1988 | D2 gr. B         | 13e  | 31        | 34 | 9  | 13 | 12 | 23 | 37 | -14   | 32e de finale   | -                 |
| 1988-1989 | D2 gr. A         | 15e  | 38        | 34 | 10 | 8  | 16 | 29 | 42 | -13   | Quart de finale | -                 |
| 1989-1990 | D2 gr. B         | 6e   | 38        | 34 | 12 | 14 | 8  | 33 | 29 | +4    | 32e de finale   | -                 |
| 1990-1991 | D2 gr. B         | 11e  | 31        | 34 | 9  | 13 | 12 | 21 | 25 | -4    | 16e de finale   | -                 |
| 1991-1992 | D2 gr. A         | 12e  | 29        | 32 | 8  | 13 | 11 | 36 | 29 | +7    | 7e tour         | -                 |
| 1992-1993 | D2 gr. B         | 8e   | 39        | 34 | 12 | 15 | 7  | 31 | 21 | +10   | 7e tour         | -                 |
| 1993-1994 | D2               | 16e  | 39        | 42 | 10 | 19 | 13 | 45 | 51 | -6    | 16e de finale   | -                 |
| 1994-1995 | D2               | 20e  | 42        | 42 | 9  | 15 | 18 | 50 | 66 | -16   | 8e de finale    | Tour préliminaire |
| 1995-1996 | Nat. 1 gr. B     | 2e   | 62        | 34 | 18 | 8  | 8  | 55 | 24 | +31   | 8e tour         | 1er tour          |
| 1996-1997 | D2               | 7e   | 61        | 42 | 15 | 16 | 11 | 43 | 43 | 0     | 8e tour         | 1er tour          |
| 1997-1998 | D2               | 16e  | 51        | 42 | 11 | 18 | 13 | 40 | 47 | -7    | 16e de finale   | 16e de finale     |
| 1998-1999 | D2               | 20e  | 38        | 38 | 10 | 8  | 20 | 43 | 67 | -24   | 32e de finale   | 16e de finale     |
| 1999-2000 | National         | 1er  | 73        | 38 | 21 | 10 | 7  | 51 | 29 | +22   | 8e tour         | 8e de finale      |
| 2000-2001 | D2               | 11e  | 47        | 38 | 11 | 14 | 13 | 38 | 42 | -4    | 8e tour         | Tour préliminaire |
| 2001-2002 | D2               | 7e   | 57        | 38 | 13 | 18 | 7  | 37 | 25 | +12   | 8e tour         | Tour préliminaire |
| 2002-2003 | L2               | 18e  | 37        | 38 | 9  | 10 | 19 | 20 | 32 | -12   | 16e de finale   | 8e de finale      |
| 2003-2004 | National         | 20e  | 35        | 38 | 8  | 11 | 19 | 33 | 45 | -12   | 8e tour         | 16e de finale     |
| 2004-2005 | CFA gr. A        | 3e   | 97        | 34 | 18 | 9  | 7  | 53 | 24 | +29   | 32e de finale   | -                 |
| 2005-2006 | CFA gr. A        | 1er  | 102       | 34 | 20 | 8  | 6  | 67 | 33 | +34   | 32e de finale   | -                 |
| 2006-2007 | National         | 9e   | 50        | 38 | 14 | 8  | 16 | 50 | 53 | -3    | 6e tour         | -                 |
| 2007-2008 | National         | 9e   | 51        | 38 | 13 | 12 | 13 | 44 | 44 | 0     | 32e de finale   | -                 |
| 2008-2009 | National         | 10e  | 47        | 38 | 12 | 11 | 15 | 47 | 50 | -3    | 8e tour         | -                 |
| 2009-2010 | National         | 7e   | 56        | 38 | 15 | 11 | 12 | 50 | 48 | +2    | 8e de finale    | -                 |
| 2010-2011 | National         | 7e   | 61        | 40 | 15 | 16 | 9  | 53 | 48 | +5    | 5e tour         | -                 |
| 2011-2012 | National         | 17e  | 42        | 38 | 8  | 18 | 12 | 39 | 43 | -4    | 7e tour         | -                 |
| 2012-2013 | CFA gr. A        | 3e   | 90        | 34 | 15 | 11 | 8  | 42 | 38 | +4    | 7e tour         | -                 |
| 2013-2014 | CFA gr. A        | 5e   | 70        | 28 | 13 | 6  | 9  | 33 | 27 | +6    | 32e de finale   | -                 |
| 2014-2015 | CFA gr. A        | 15e  | 64        | 30 | 6  | 16 | 8  | 26 | 28 | -2    | 32e de finale   | -                 |
| 2015-2016 | CFA 2 gr. H      | 3e   | 67        | 26 | 12 | 5  | 9  | 26 | 23 | +3    | 8e tour         | -                 |
| 2016-2017 | CFA 2 gr. C      | 1er  | 48        | 26 | 14 | 6  | 6  | 39 | 21 | +18   | 7e tour         | -                 |
| 2017-2018 | National 2 gr. C | 16e  | 24        | 30 | 6  | 6  | 18 | 31 | 50 | -19   | 8e tour         | -                 |
| 2018-2019 | National 3 gr. I | 2e   | 51        | 26 | 15 | 6  | 5  | 47 | 23 | +24   | 5e tour         | -                 |
| 2019-2020 | National 3 gr. I | 1er  | 30 (1.87) | 16 | 9  | 3  | 4  | 30 | 16 | +14   | 7e tour         | -                 |
| 2020-2021 | National 2 gr. B | 7e   | 13        | 9  | 3  | 4  | 2  | 12 | 9  | +3    | 16e de finale   | -                 |
| 2021-2022 | National 2 gr. B | 3e   | 54        | 30 | 16 | 6  | 8  | 30 | 26 | +4    | 32e de finale   | -                 |

## Personnalités

### Entraîneurs et présidents
| Entraîneurs de l'ASBO | Présidents de l'ASBO |
| --- | --- |
| - 1974-1974 : André Jezequel - 1977-1979 : Georges Polny - 1980-1981 : Maurice Barreau - 1983-1984 : René Vernier - 1984-1986 : Arnaud Dos Santos - 1986-sep. 1987 : Stefan Białas - Sep. 1987-1992 : Bruno Metsu - 1988-1992 : Gabriel Desmenez - 1992-1993 : Guy David - 1993-1994 : Vahid Halilhodžić - 1994-avr. 1995 : Daniel Zorzetto - Avr. 1995-oct. 1996 : Patrick Remy - Oct. 1996-1999 : Daniel Zorzetto - 1999-2002 : Jacky Bonnevay - 2002-nov. 2003 : Baptiste Gentili - Nov. 2003-déc. 2003 : Jean-Robert Faucher (intérim) - Déc. 2003-2004 : Arnaud Dos Santos - 2004-mars 2008 : Bruno Roux - Mars 2008-juin 2008 : Alexandre Clément (intérim) - 2008-févr. 2009 : Hubert Velud - Fév. 2009-déc. 2012 : Alexandre Clément - Déc. 2012-2015 : Albert Falette - 2015-déc. 2017 : Thierry Bocquet - Déc. 2017-2018 : Rachid Jhouri - 2018-2023 : Sébastien Dailly - 2023- 2024 🇫🇷 Christophe Taine - 2024 - 🇫🇷 Romain Elie - 2025 - Jerôme Brocard | - 1945-1949 : Charles Maillet - 1949-1953 : Georges Barat - 1953-1957 : Marcel Charmain - 1957-1960 : Joseph Ponticelli - 1960-1971 : Roland Masse - 1971-1978 : Eugène Foveaux - 1978-1980 : Alain Piquant - 1980-1990 : Michel Corillon - 1990 : Michel Hertout - 1990-2002 : Jean Claude Herbaut - 2003-2004 : Jean Louis Aubry - 2004-2010 : Alain Piquant - 2010-déc. 2012 : Michel Liot - 2012-févr. 2014 : Alain Piquant - Févr. 2014-déc. 2017 : Philippe Enjolras - Déc. 2017-2018 : Haron Tanzit - 2018-2024 : Guillaume Godin et Sylvain Reghem - 2024- : 🇫🇷 Corinne Corillion |